# Tegalwangi (Menes)
Tegalwangi is een bestuurslaag in het regentschap Pandeglang van de provincie Banten, Indonesië. Tegalwangi telt 3765 inwoners (volkstelling 2010).